# Wallons du Wisconsin
L'État américain du Wisconsin, principalement autour de Green Bay et dans la péninsule de Door, a connu au milieu du XIXe siècle une importante immigration de belges wallons. Au début du XXIe siècle, le wallon y est encore parlé par endroits et la toponymie reflète cette origine des habitants.

## Historique

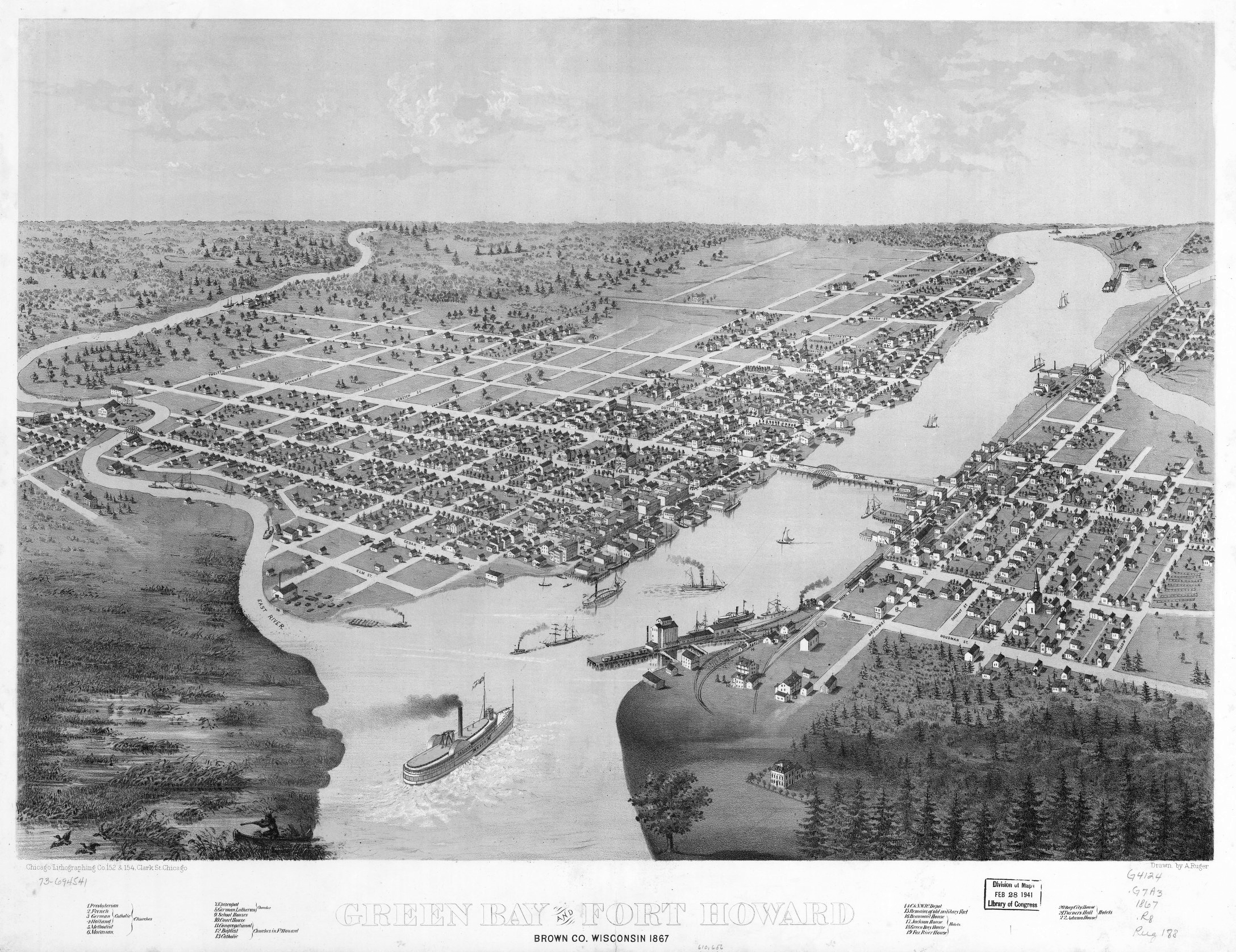
La région de Green Bay en 1867

À partir de 1852, 15 000 personnes provenant pour la plupart des alentours de Gembloux et de Wavre, émigrèrent vers le Nord de cet État américain mais la mortalité fut importante à bord des bateaux. La première vague d'immigrants partit de Grez-Doiceau pour s'établir dans l'actuelle localité de Robinsonville-Champion. Leurs descendants sont actuellement au nombre de 20 000 mais rares sont les jeunes qui parlent encore le wallon, qui est donc en voie d'extinction même si la conscience des origines est encore vivace. Les Wallons majoritairement catholiques fondèrent l’Église Saint Pierre et Saint Paul de Green Bay. Les motivations pouvaient être économiques ou religieuses. Entre le 1er juillet 1852 et le 30 juin 1853, la plupart des familles protestantes quitteront Biez et Grez-Doiceau pour les États-Unis, suivant les conseils du pasteur Vleugels. Dix familles protestantes originaires de Biez vont ainsi fonder la colonie wallonne de Green Bay. D’autres familles s'installèrent à Robinsonville-Champion, où une église presbytérienne francophone, la Robinsonville Presbyterian Church de New Franken, fut fondée, le 17 février 1861. Les cultes y seront célébrés en français jusqu’en 1913.

### Guerre de Sécession
En 1860, ils étaient plus de 4 500, à 80 % dans les comtés de Kewaunee, de Door et de Brown. Un grand nombre d'entre eux furent recrutés de force dans l'armée américaine durant la guerre de Sécession. Les Belges pensaient qu'ils étaient en sécurité parce qu'ils ne se considéraient pas comme des citoyens américains ; mais lorsque le nombre de volontaires diminua, le Gouvernement étendit la conscription. Pour que les immigrants puissent obtenir des terres, ils devaient signer une « déclaration d'intention » selon laquelle ils avaient l'intention de devenir des citoyens américains à un moment donné, ce qui les rendaient éligibles. De nombreuses personnes belges ont commencé à ressentir beaucoup d’émotions. L'un des plus gros problèmes était la barrière de la langue. Peu d’immigrants belges parlaient anglais ; ils ne pouvaient donc pas comprendre pourquoi ils étaient enrôlés dans une guerre à laquelle ils n’avaient aucune intention de participer. Des manifestations avec des bâtons, des fourches et des fusils furent organisées. Les colons voulaient des processus d'inscription équitables. Lors d'une des manifestations les plus explosives, les colons se rassemblèrent dans la ville de Green Bay, à l'extérieur du domicile du sénateur américain Timothy O. Howe et exigèrent des mesures. Howe s'adressa à la foule mais à cause de la barrière de la langue, les immigrants ne pouvaient pas le comprendre, Howe qui se sentait menacé, fuit la ville. Ne se sentant pas satisfaite, la foule continua à marcher autour de la ville jusqu'à ce qu'ils trouvent un compatriote belge, O.J. Brice. Brice put calmer la foule dans leur langue maternelle française. Il expliqua que le processus de rédaction serait empreint de justice et d'équité. Le groupe se satisfit de son explication dans leur propre langue. Ils se dispersèrent ensuite  et rentrèrent chez eux sans dommage ni arrestation.

## Toponymie
Plusieurs localités du Wisconsin conservent dans leur nom la trace de cette immigration : Brussels, Namur, Rosiere (en) (de Rosières), Champion, anciennement Robinsonville puis Aux Anciens Belges, Walhain (en), Lincoln (en), anciennement Grand-Leez, Rankin (en), Thiry Daems (en), Tonet (en), de Jonet, Belgium, Luxembourg (en). En outre, un lac situé au Michigan porte le nom de Walloon Lake, en référence à des colons wallons qui s'y sont installés au XIXe siècle.

## Personnalités

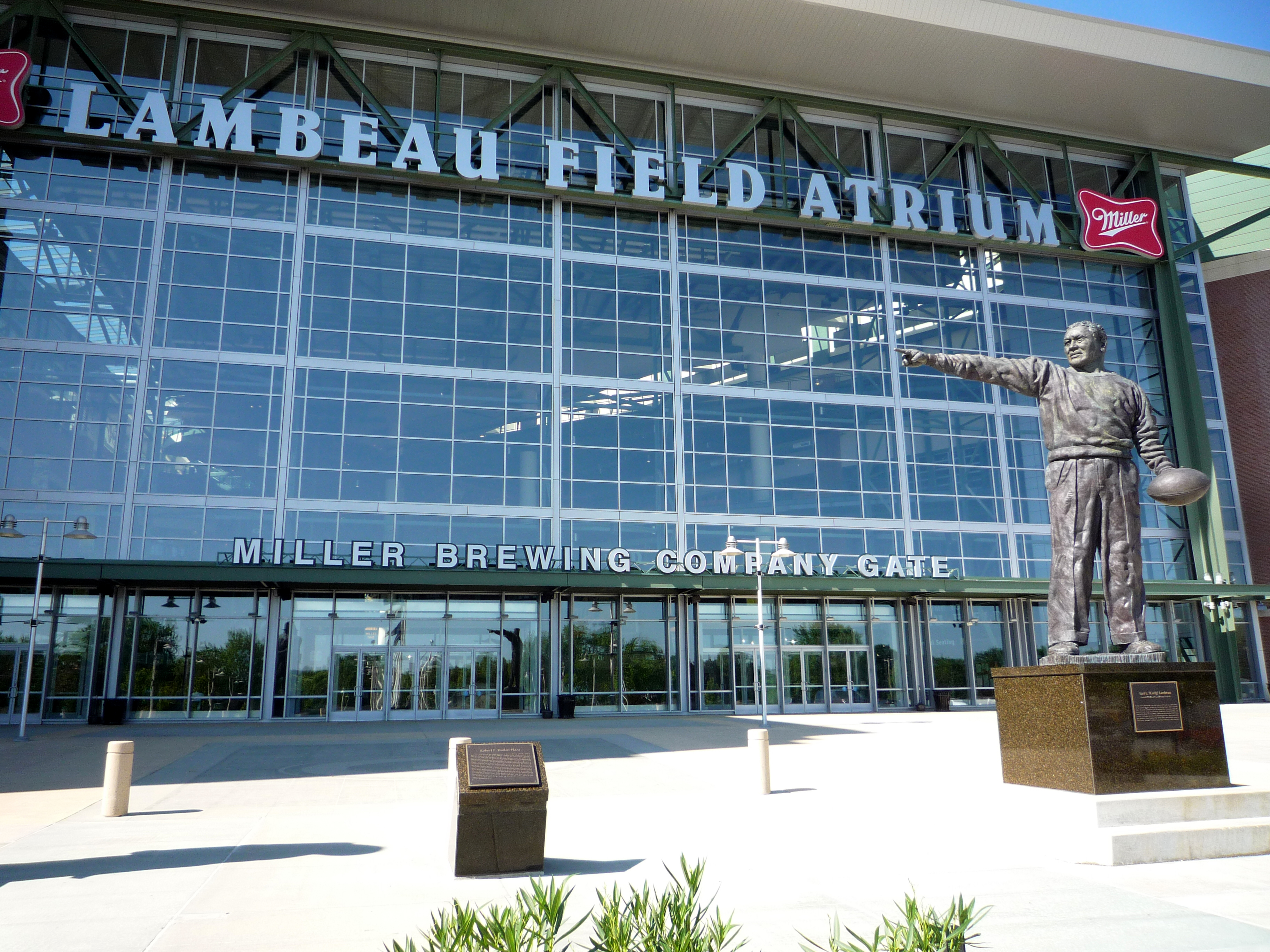
Statue de Curly Lambeau devant l'entrée principale du Lambeau Field

- Xavier Joseph Martin (1832-1897), administrateur des communautés wallonnes du Wisconsin ;
- Louis « Curly » Lambeau (1898-1965), fondateur et premier entraîneur des Packers de Green Bay.
- Michael Monfils, Maire de Green Bay
- Sam Halloin, Maire de Green Bay
- Paul Jadin, Maire de Green Bay
- Adele Brise, religieuse catholique

## Héritage
Le souvenir des Wallons est aujourd'hui bien présent principalement dans les comtés de Brown, de Door et de Kewaunee. Le Heritage Hill State Historical Park (en) d'Allouez expose une série de maisons wallonnes traditionnelles en brique à l'origine édifiées à Rosière et Duvall. Le district historique de Namur a été ajouté au Registre national des lieux historiques le 6 novembre 1989 et a été déclaré National Historic Landmark le 14 décembre 1990.
La langue wallonne est encore parlée par une minorité. Les localités fondées par les Wallons célèbrent encore des « kermis » durant lesquelles sont servis des plats belges. La cuisine du Wisconsin a adopté  certains plats wallons, comme le fameux Booyah (stew) (en), du wallon bouillon, les tartes traditionnelles ou les saucisses de tripes. On retrouve encore certaines maisons traditionnelles en brique qui sont souvent pourvues d'un œil-de-bœuf et d'une annexe. Un club de base-ball a pour nom Green Bay Booyah (en) et pour mascotte un coq wallon.

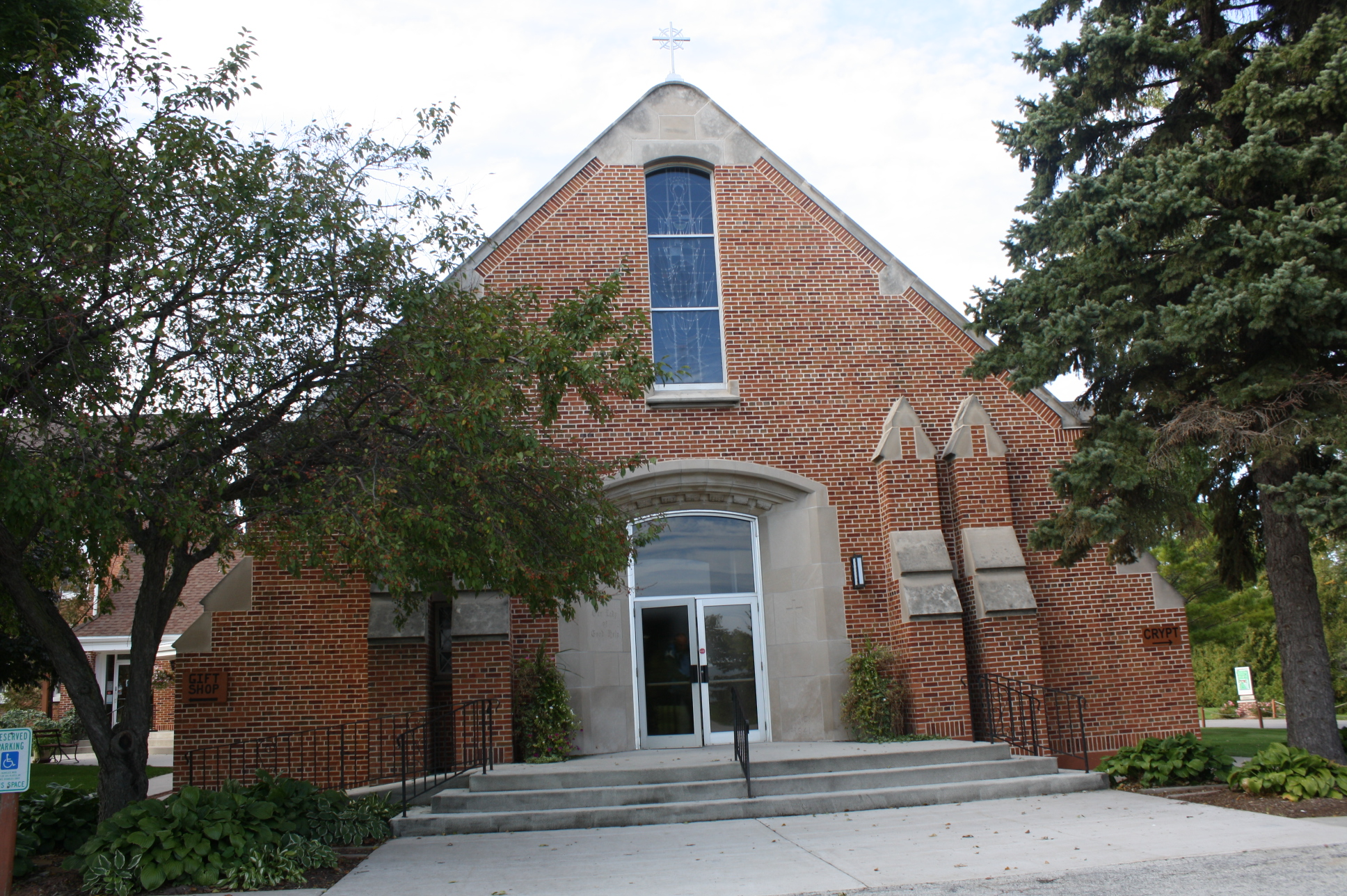
Le sanctuaire de Notre-Dame du Bon Secours près de Champion
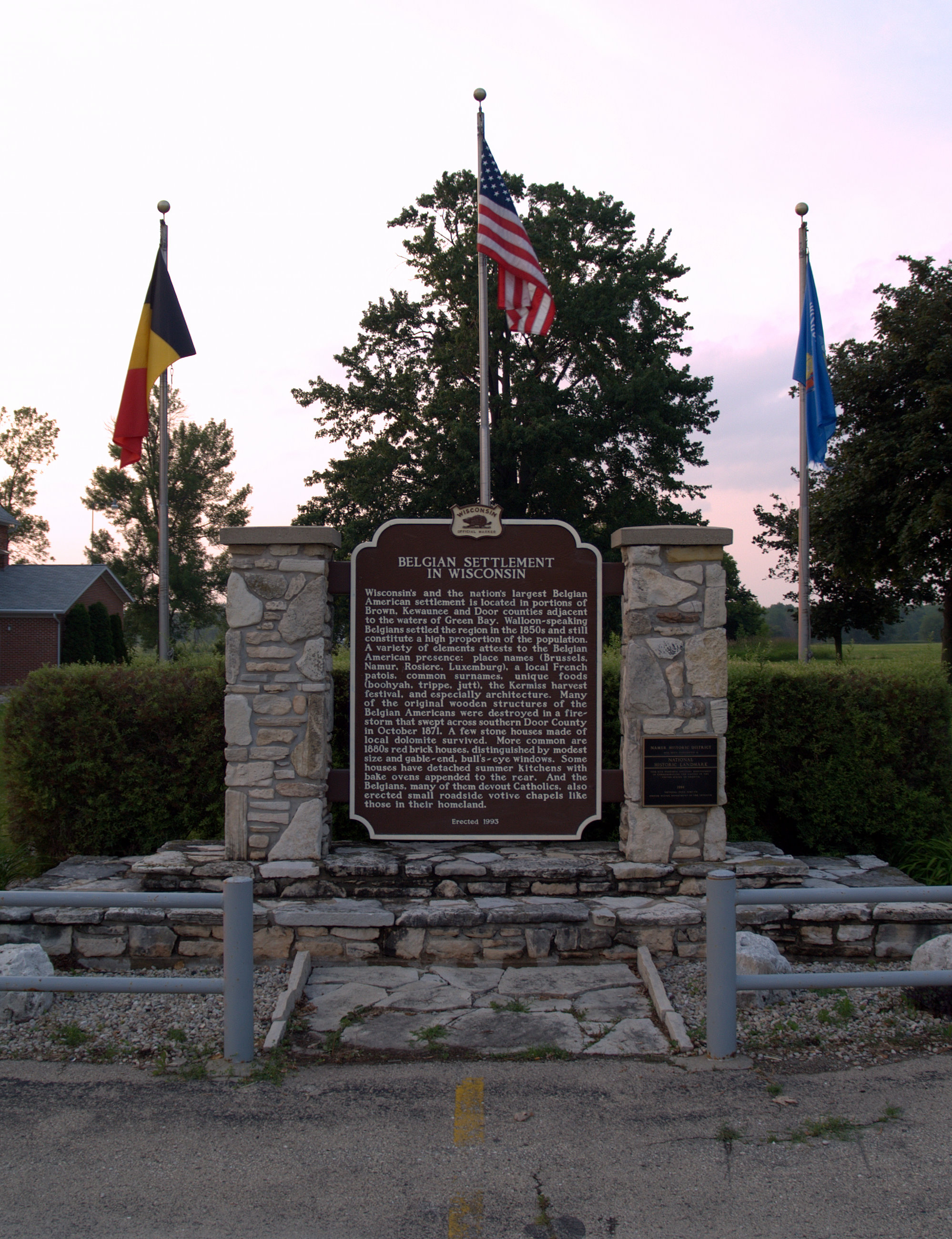
Plaque historique près de la ville de Namur
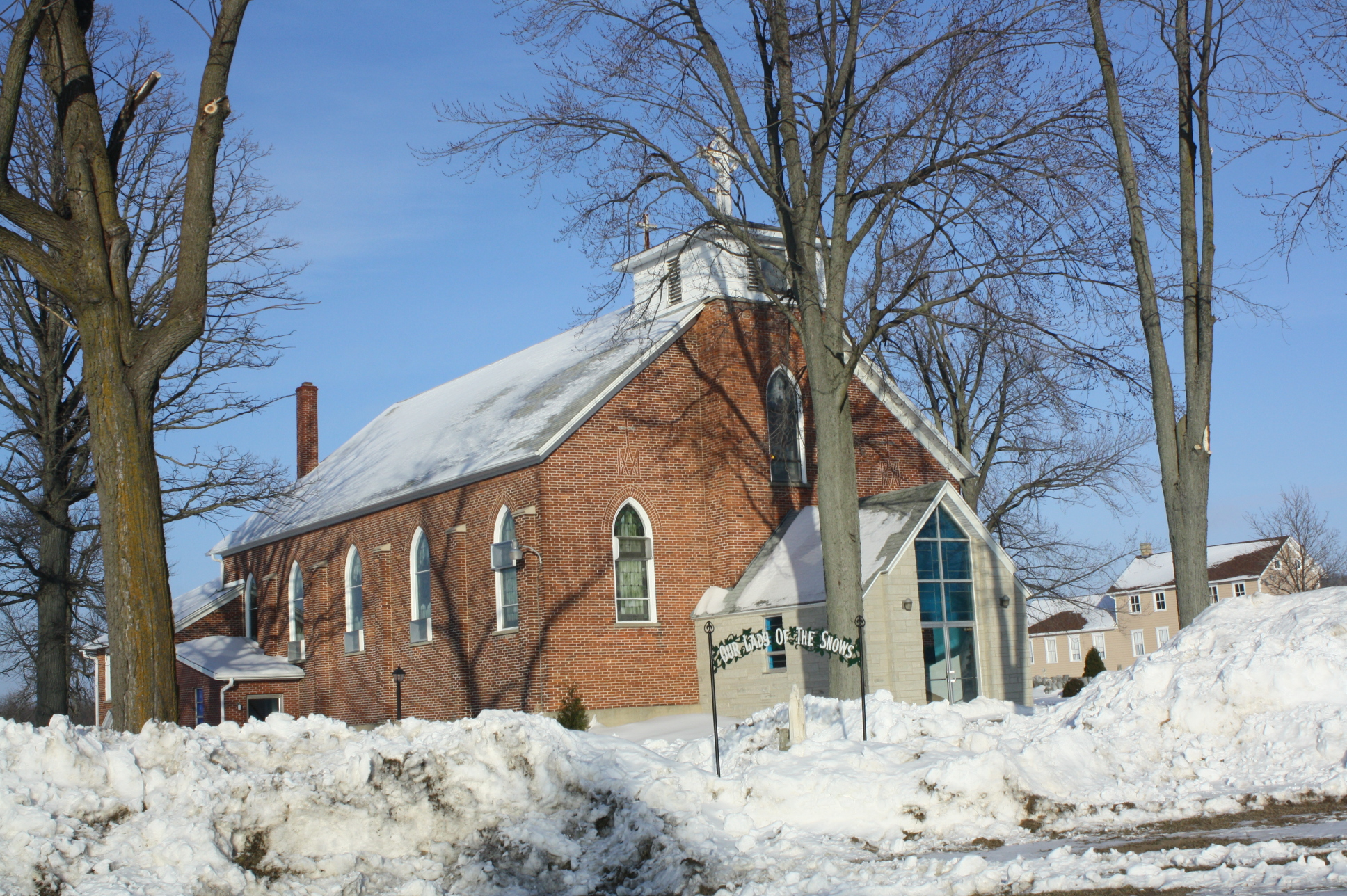
Église catholique Our Lady of the Snows
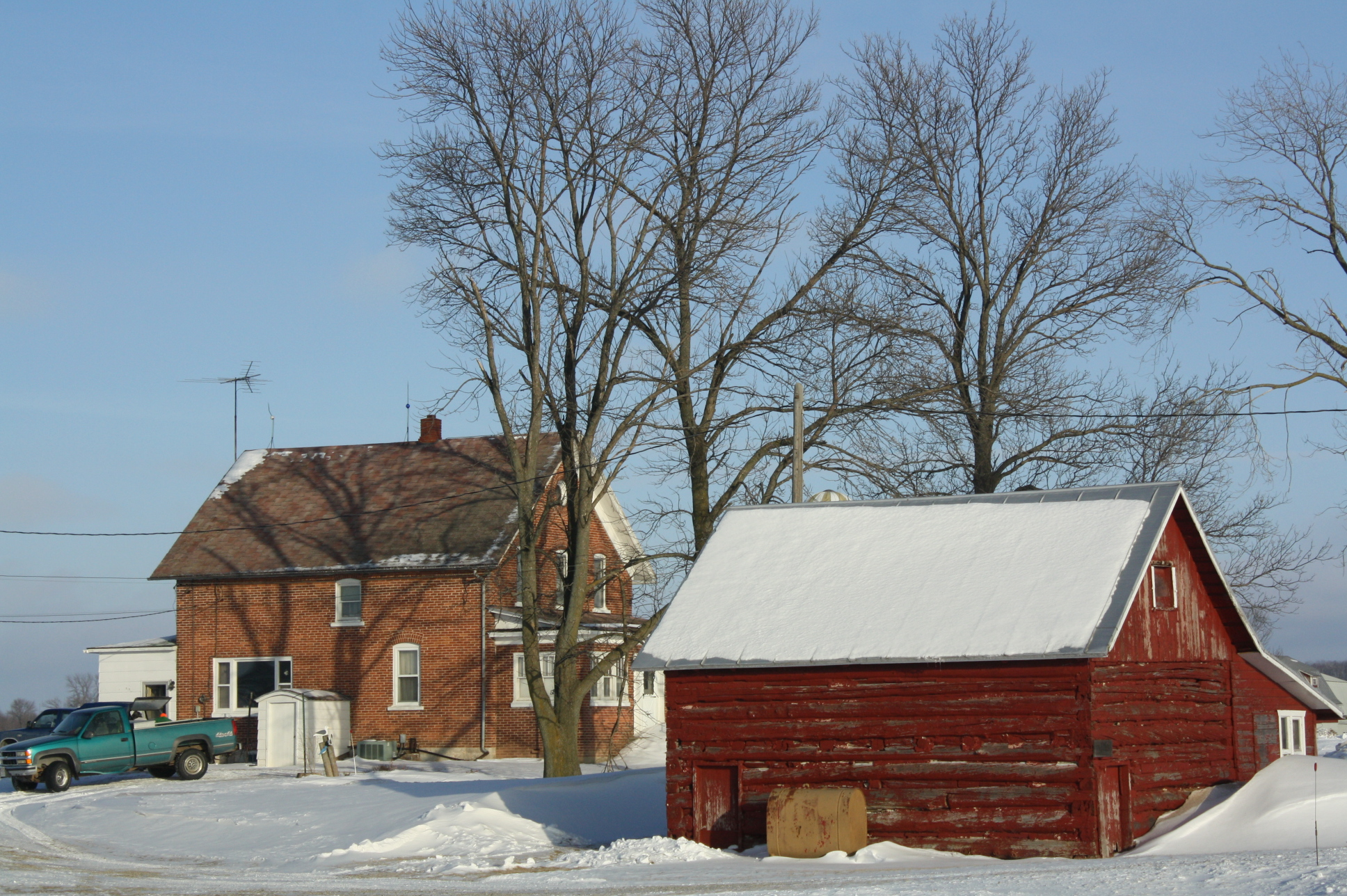
Maison wallonne en brique et son hangar
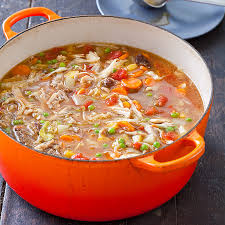
Booyah, bouillon avec des pois, des légumes et du poulet
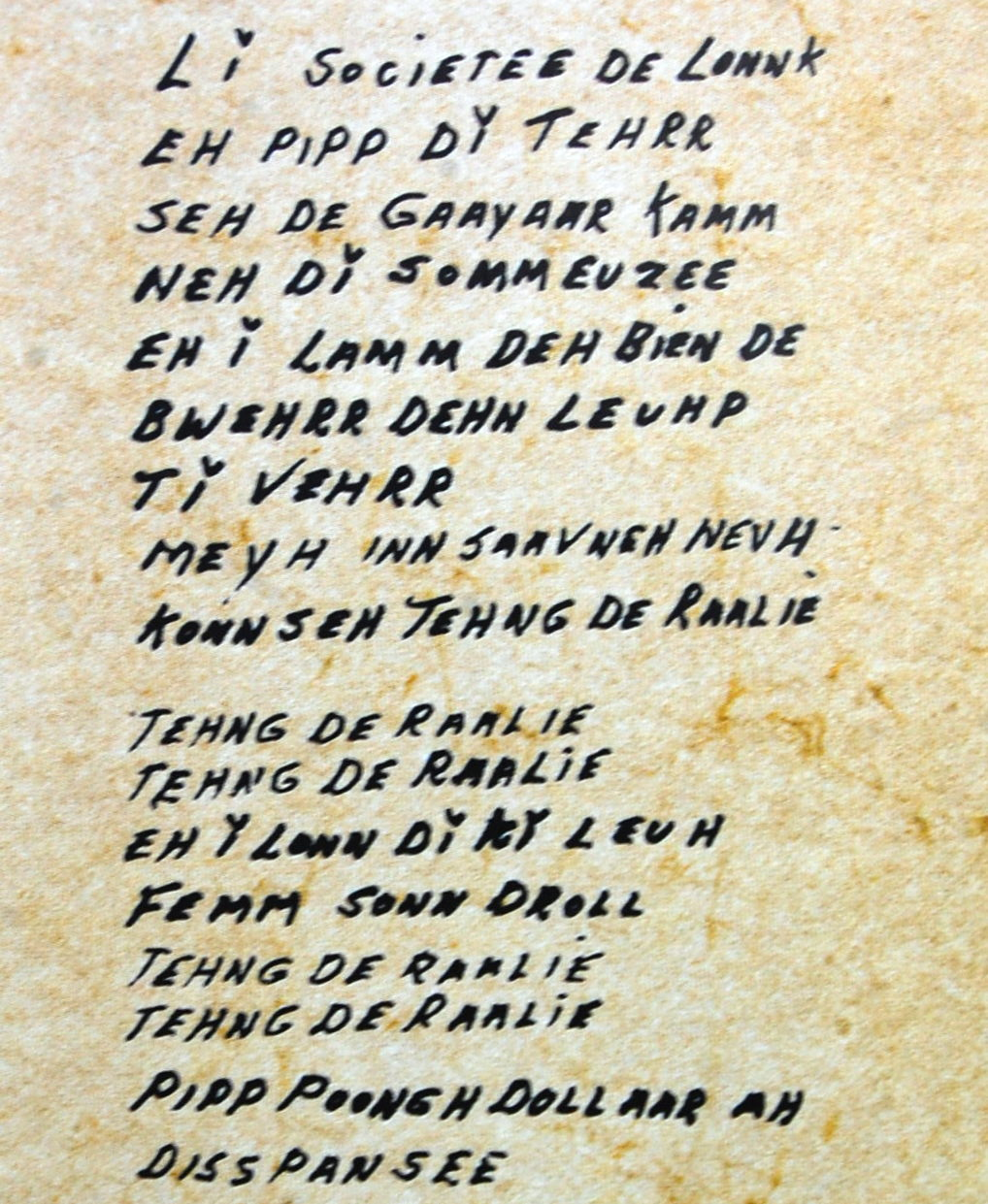
Tchanson longues pupes, chanson en Wallon du Wisconsin
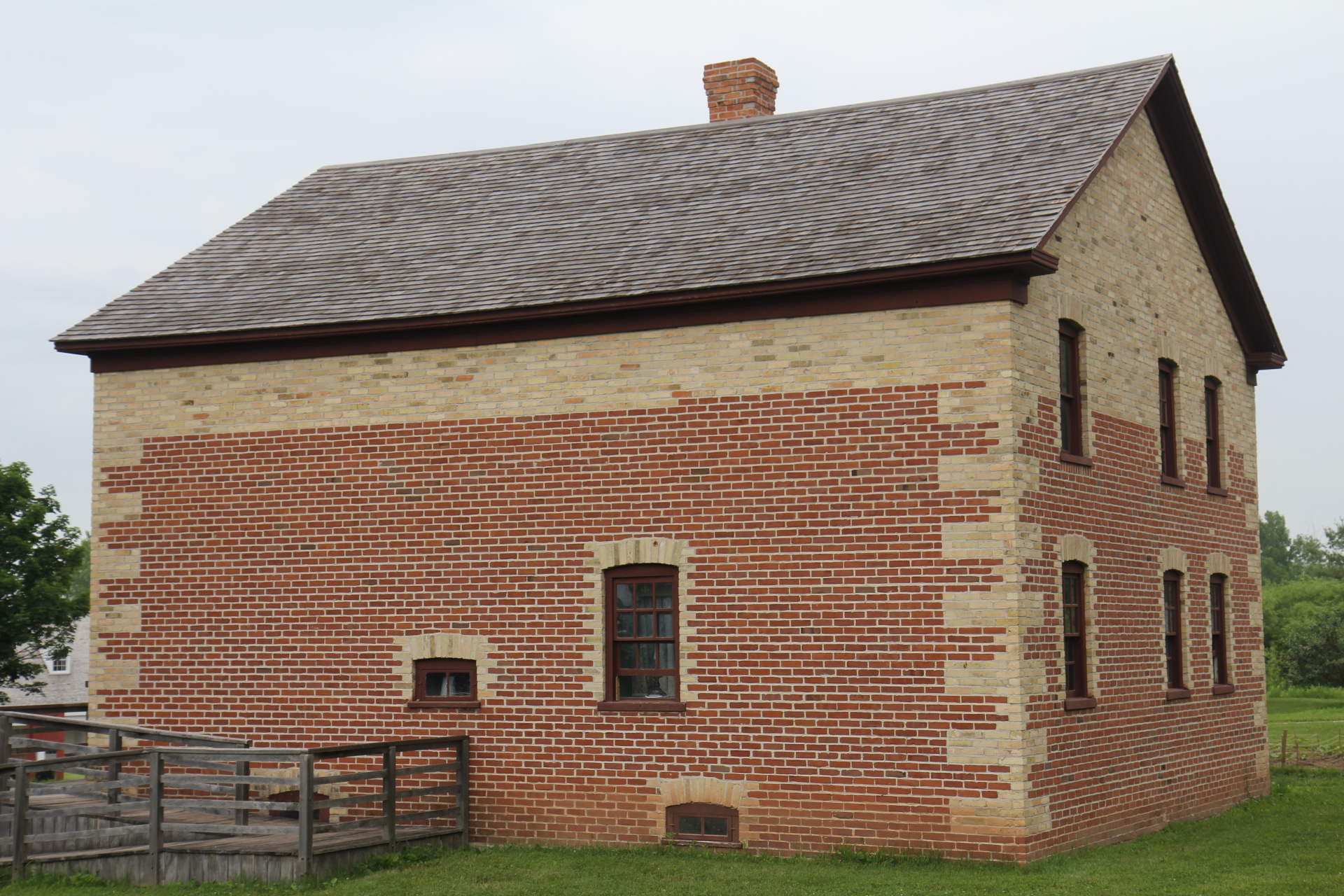
Ferme wallonne Massart de Rosiere, 1872, Heritage Hill State Historical Park
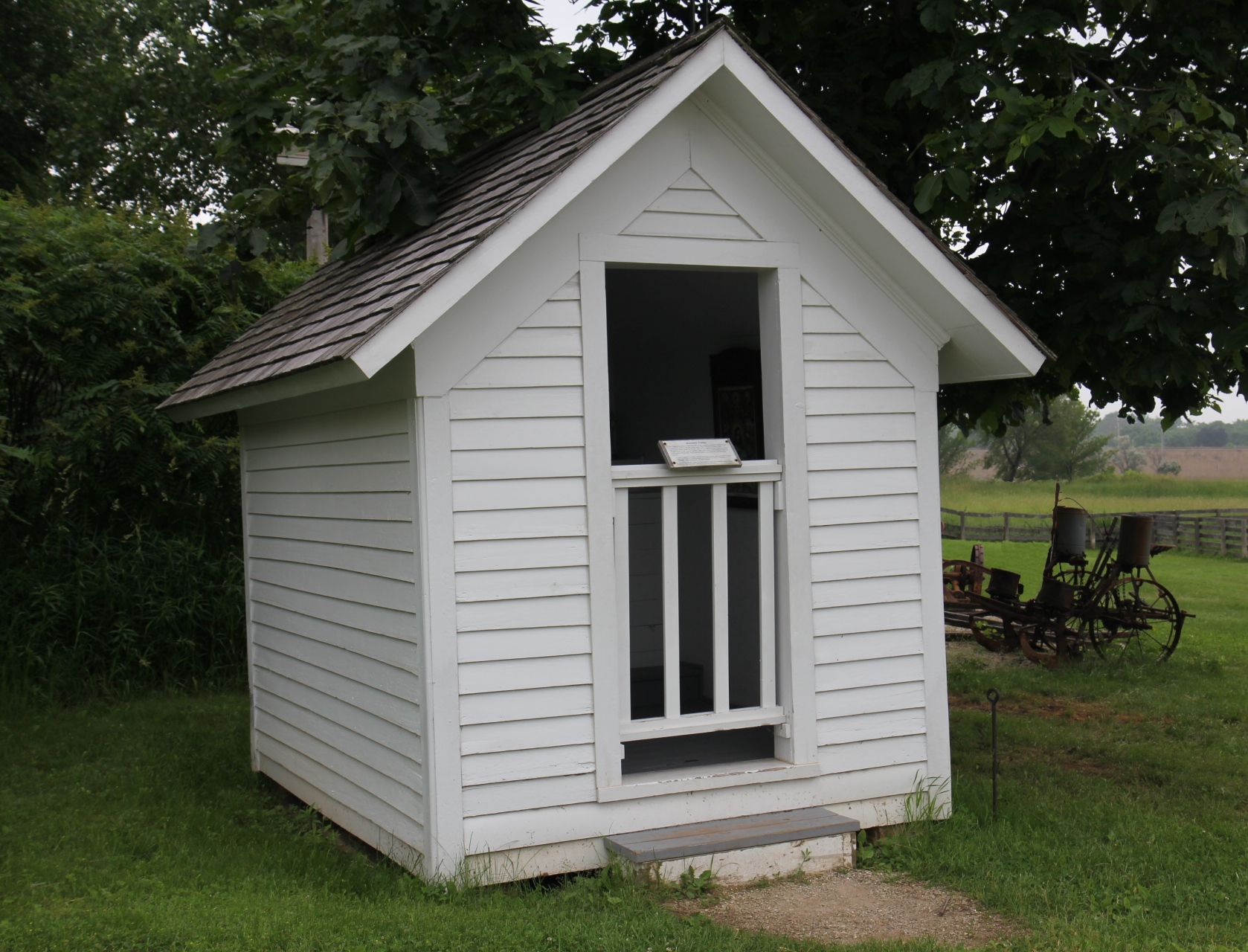
Chapelle wallonne en bordure de route à Duvall, 1871, Heritage Hill State Historical Park
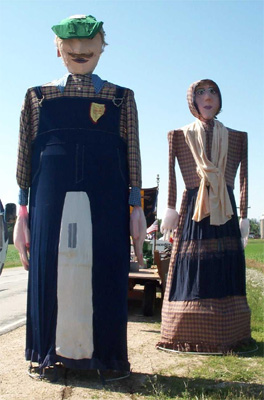
Géants wallons du Belgian Day